# 东门灯塔
东门灯塔是浙江省象山县境内的一座灯塔。灯塔位于石浦镇东门岛上，建造于1915年，为宁波地区首座由民间出资建造的灯塔。抗日战争结束后，灯塔毁坏，1998年2月由当地居民自发修复，成为人文景观。2011年，东门灯塔与宁波市和舟山市境内的其他十二座灯塔被列入第三次全国文物普查百大新发现，并于2013年成为全国重点文物保护单位。2014年，灯塔再度发光。

## 形制
东门岛位于象山县东南，西为石浦港，北隔铜瓦门水道与陆地相望，南滨东门水道与对面山相邻，两水道均为进出石浦港的航道，其中东门水道南侧有一岬角，航道狭窄。东门灯塔位于东门岛东南门头山岬角，临东门水道。灯塔由塔基、塔身和灯笼组成。塔基由条石砌筑。塔身圆柱形，为石块拼接而成，高5.44米，外径3.7米，内径2.13米，通体白色，西设一门。灯笼呈红色，高2.74米，横截面呈八边形，下为石板砌筑，上为玻璃窗，顶部为伞形。灯笼外有走廊，设有铁栏杆，内设现代化灯器，射程10海里。灯塔旁有清代榜眼喻长霖所书《象山东门岛灯塔记》及1998年刻蔡元培像和“出其东门，介尔昭明”题词碑，西100米有建造者任筱和、任筱孚兄弟的墓地。周边原有亭台楼阁、鱼池、假山，均已被毁:60。

## 历史
东门灯塔附近水域有老虎礁等暗礁，船只经过东门水道进入石浦港时，常发生触礁等事故。灯塔历史上曾屡毁屡建。1915年，当地人任筱和、任筱孚兄弟（后世称“二难兄弟”）在东门岛东南门头山买山，建成灯塔以便利来往船只。彼时灯塔内灯器为瑞典阿格公司生产的乙炔灯。灯器烧毁后改用汽灯，后因塔内储存煤油被点燃，灯塔焚毁。1919年，任氏兄弟与纪子庚比照北渔山灯塔重建东门灯塔，煤油由海关提供:58,59。1926年冬，蔡元培、马叙伦遭到军阀孙传芳通缉，曾于东门灯塔附近的纪子庚宅避难，受到任氏兄弟招待和保护。蔡元培为东门灯塔题词“出其东门，介尔昭明”。
1941年，侵华日军占领石浦，灯塔被破坏。抗日战争结束后，任筱孚无力维持灯塔运营，欲将灯塔捐献给海关，但海关认为灯塔选址不当，改为在隔港胡椒湾山咀建新灯桩，东门灯塔则由浙江省水产局提供煤油，继续运营。中华人民共和国成立后，东门水道仅允许渔船进出，灯塔不再使用。文化大革命期间，灯塔遭到破坏，周边楼阁、假山被毁，仅存塔身、鱼池和塔碑。1998年2月，由岛上退休干部、教师发起，岛上居民捐资，对灯塔进行修复，并设置蔡元培雕像和题字碑，同时设置电灯一盏，使灯塔成为人文景观。
由于东门航道仍然存在较大的航行危险，2013年5月，灯塔改由宁波航标处管理。此后，航标处再次组织对灯塔进行维修，以使之符合航行要求。2014年11月，灯塔再度点亮。

## 保护
东门灯塔于1949年荒废，后于1998年由岛上退休干部、教师组织东门岛居民捐资修复。2002年12月，灯塔和附近的任氏昆仲墓地以“东门灯塔和任氏二难墓”的名义列入象山县文物保护单位。2011年，东门灯塔与宁波市和舟山市境内的其他十二座灯塔被列入第三次全国文物普查百大新发现。2013年，灯塔以浙东沿海灯塔的名义被列入第七批全国重点文物保护单位。灯塔保护范围东至海岸，西至二难墓以西10米，北至天门馆后墙外10米，南至灯塔南10米。

## 图片

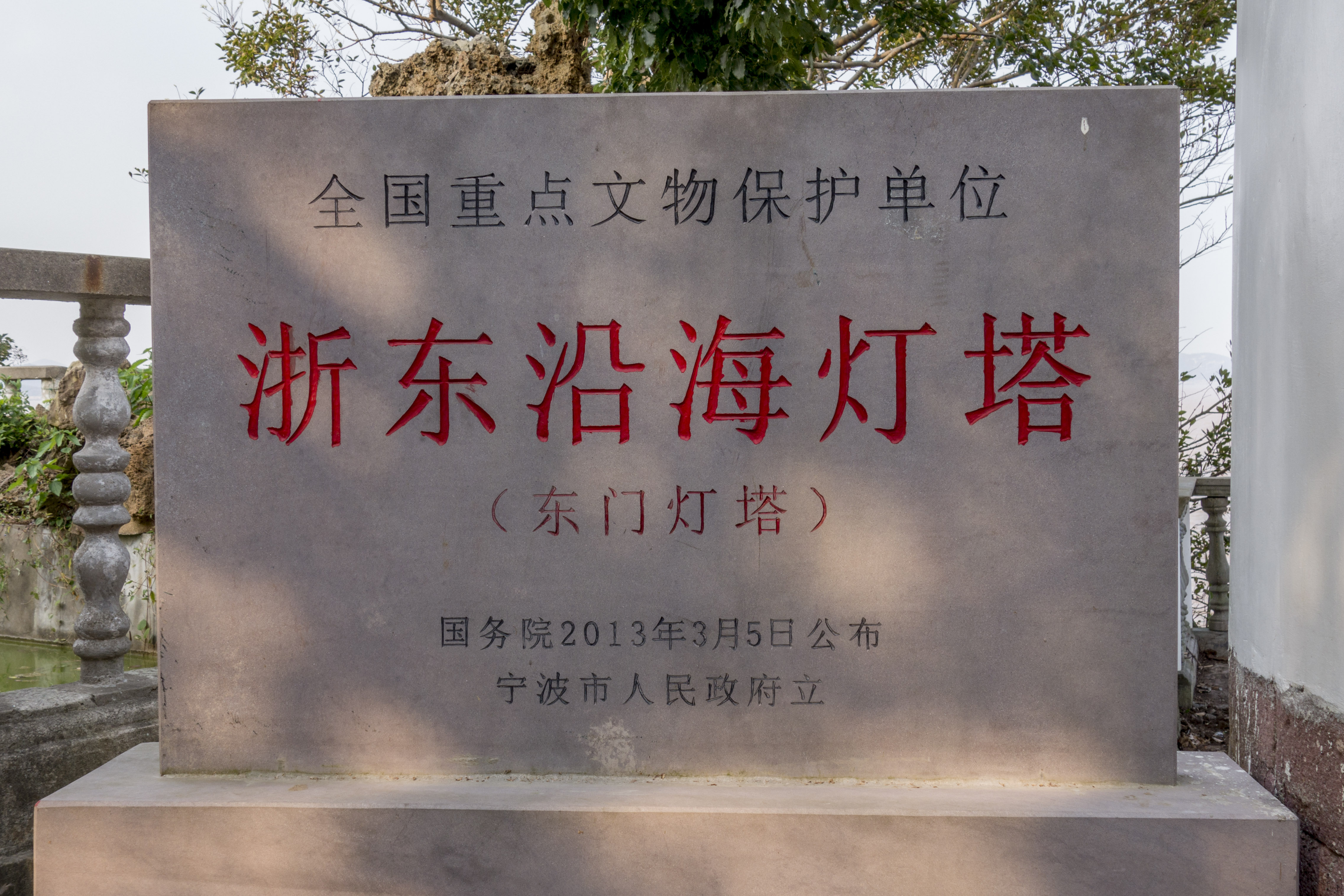
全国重点文物保护单位碑
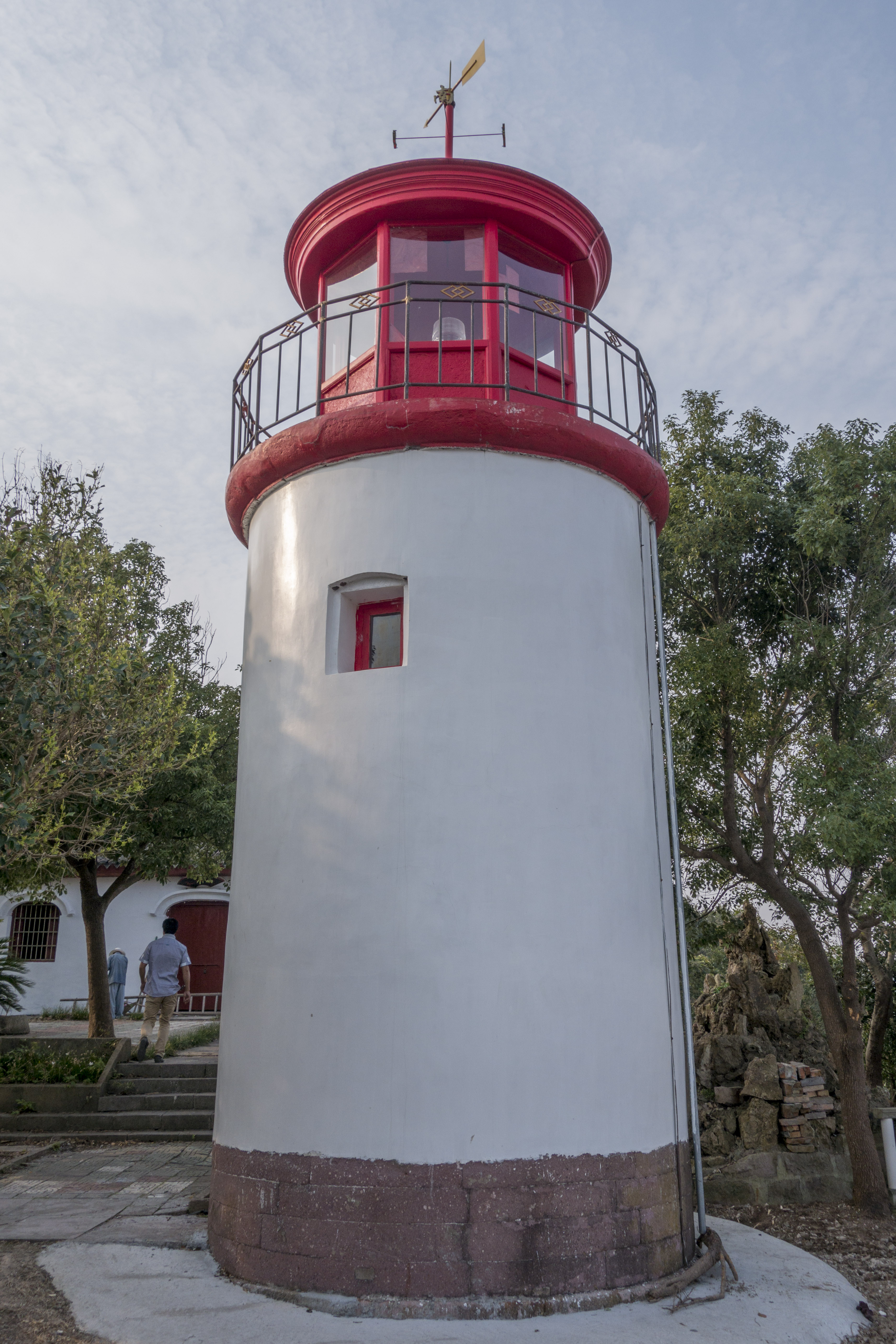
灯塔全景
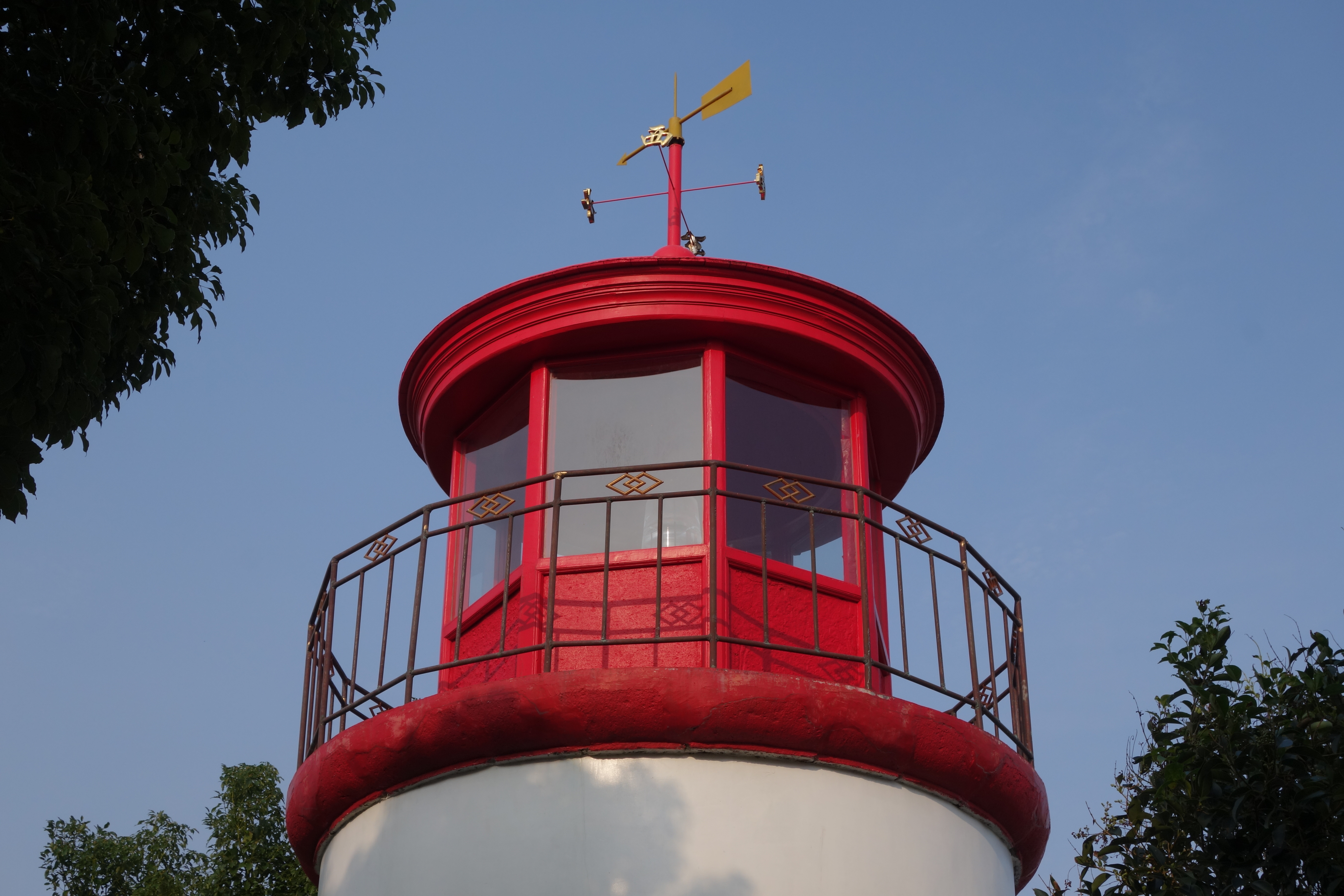
灯笼
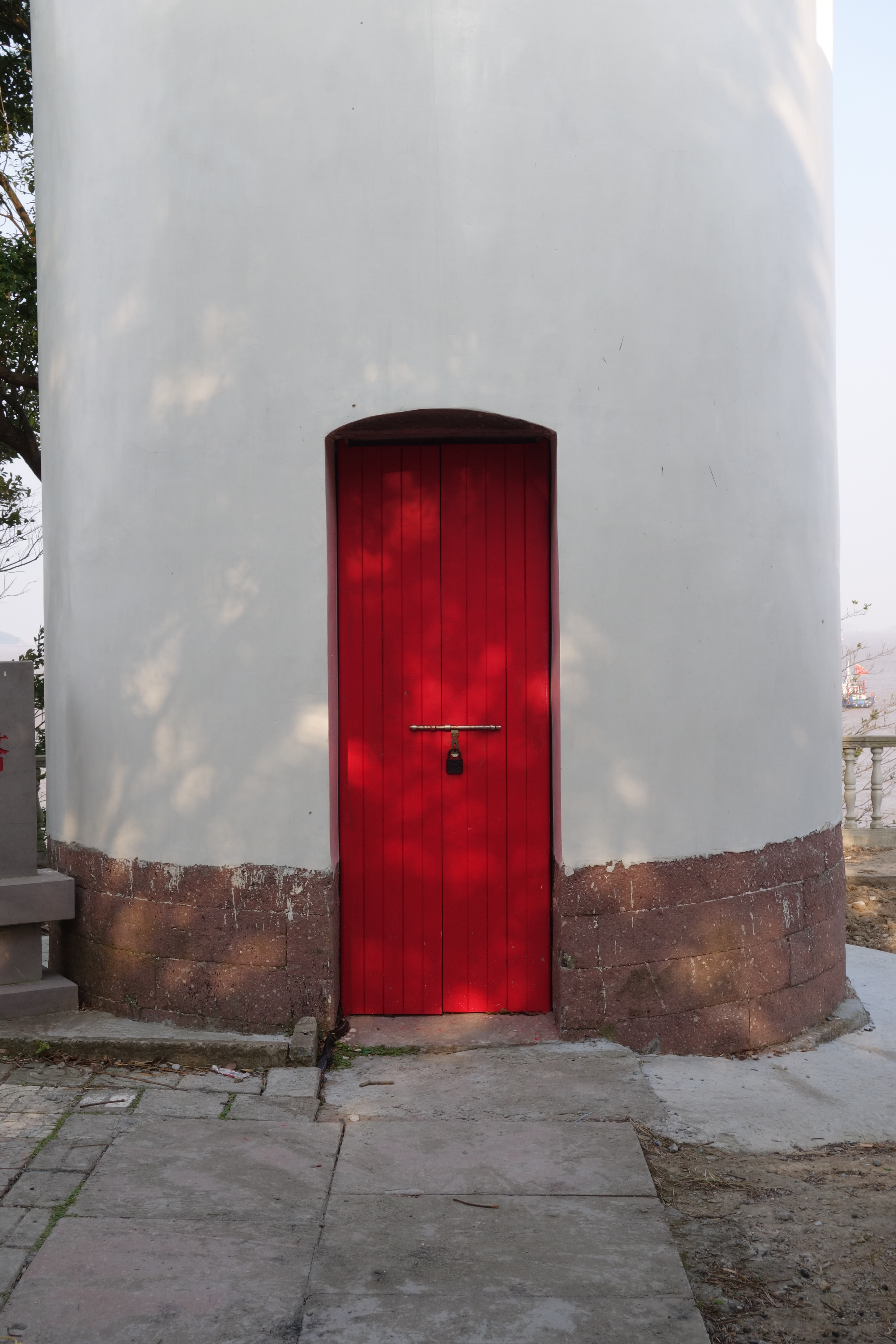
灯塔下方的入口
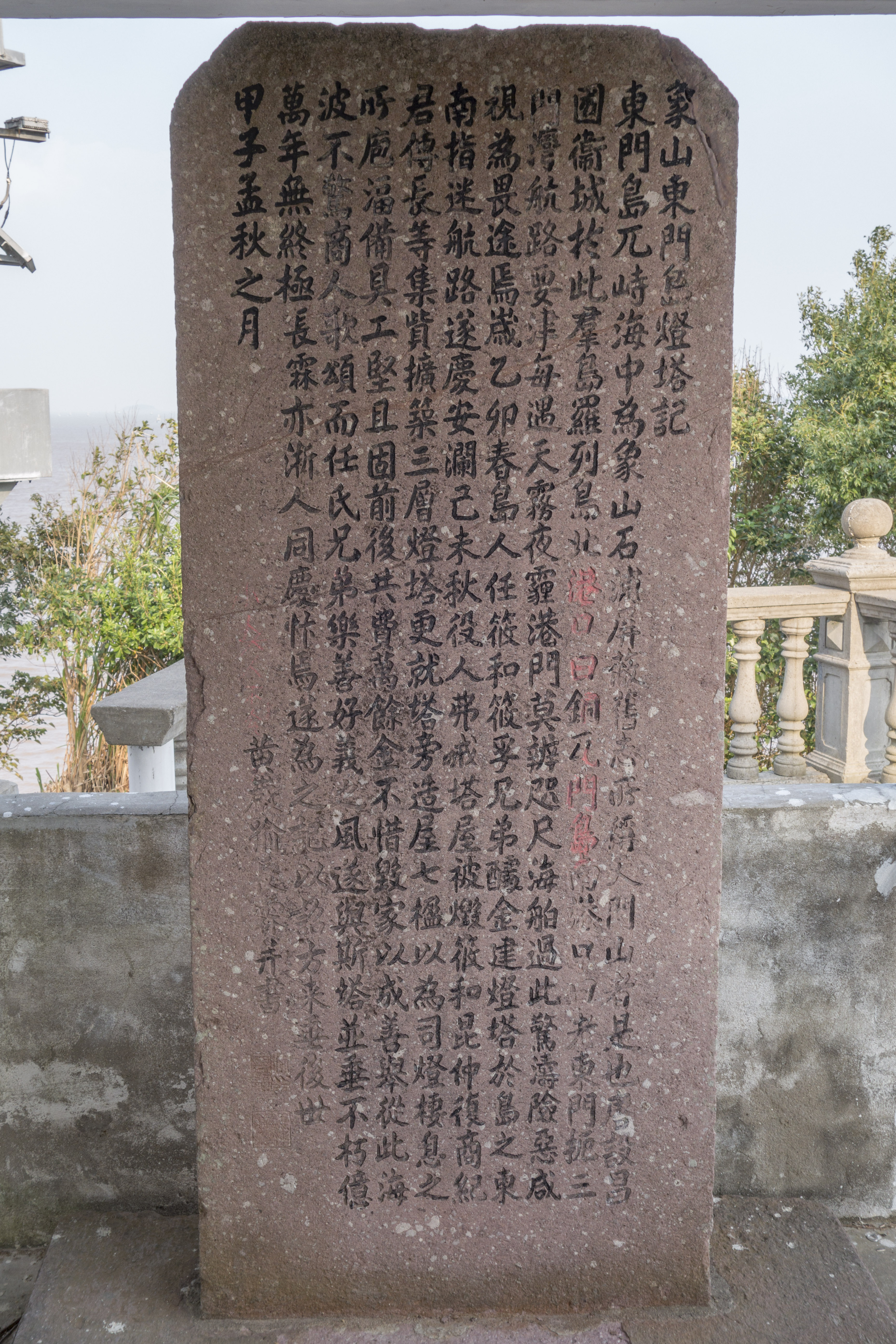
《象山东门岛灯塔记》碑刻
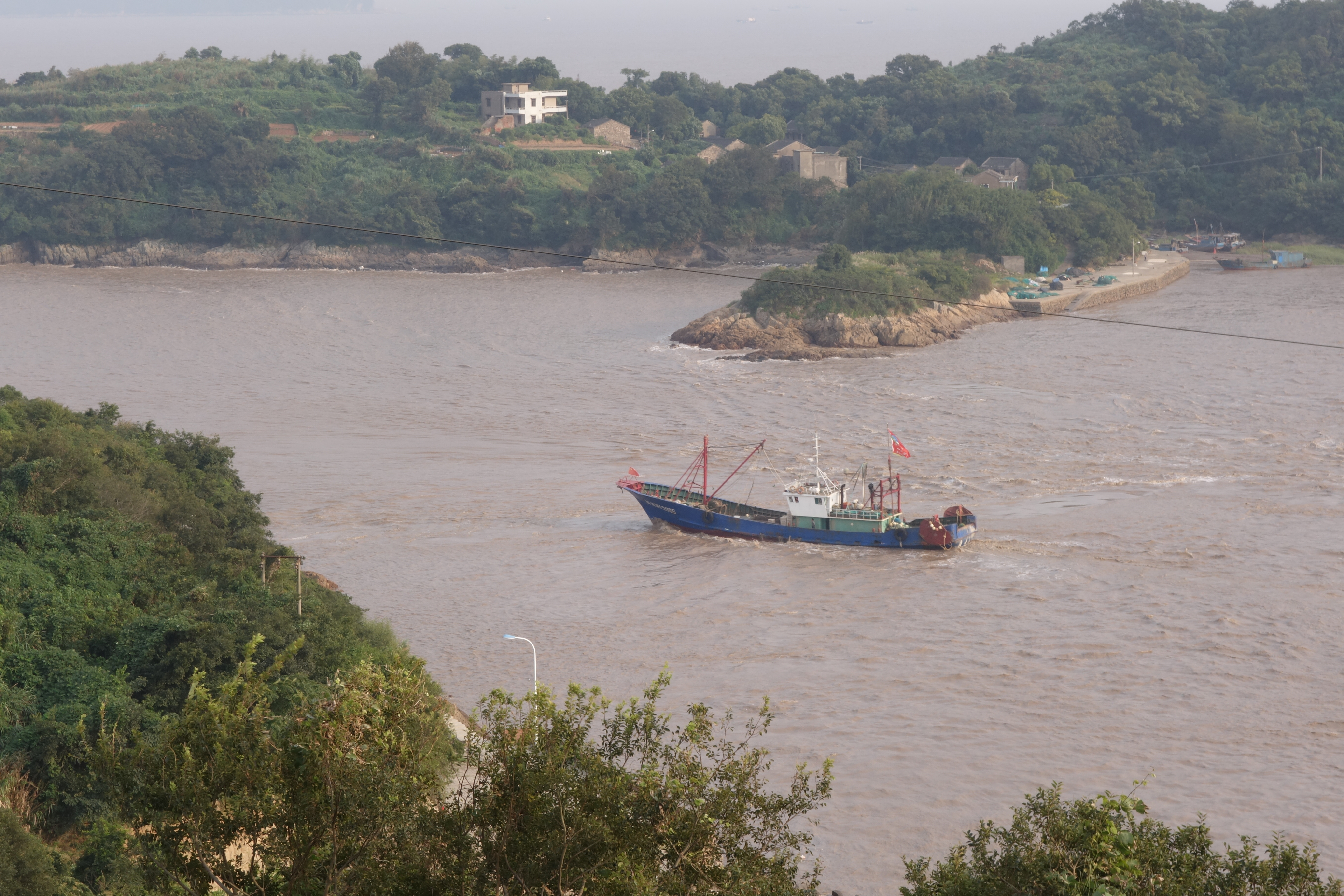
灯塔前方的东门水道，可见对面山岬角
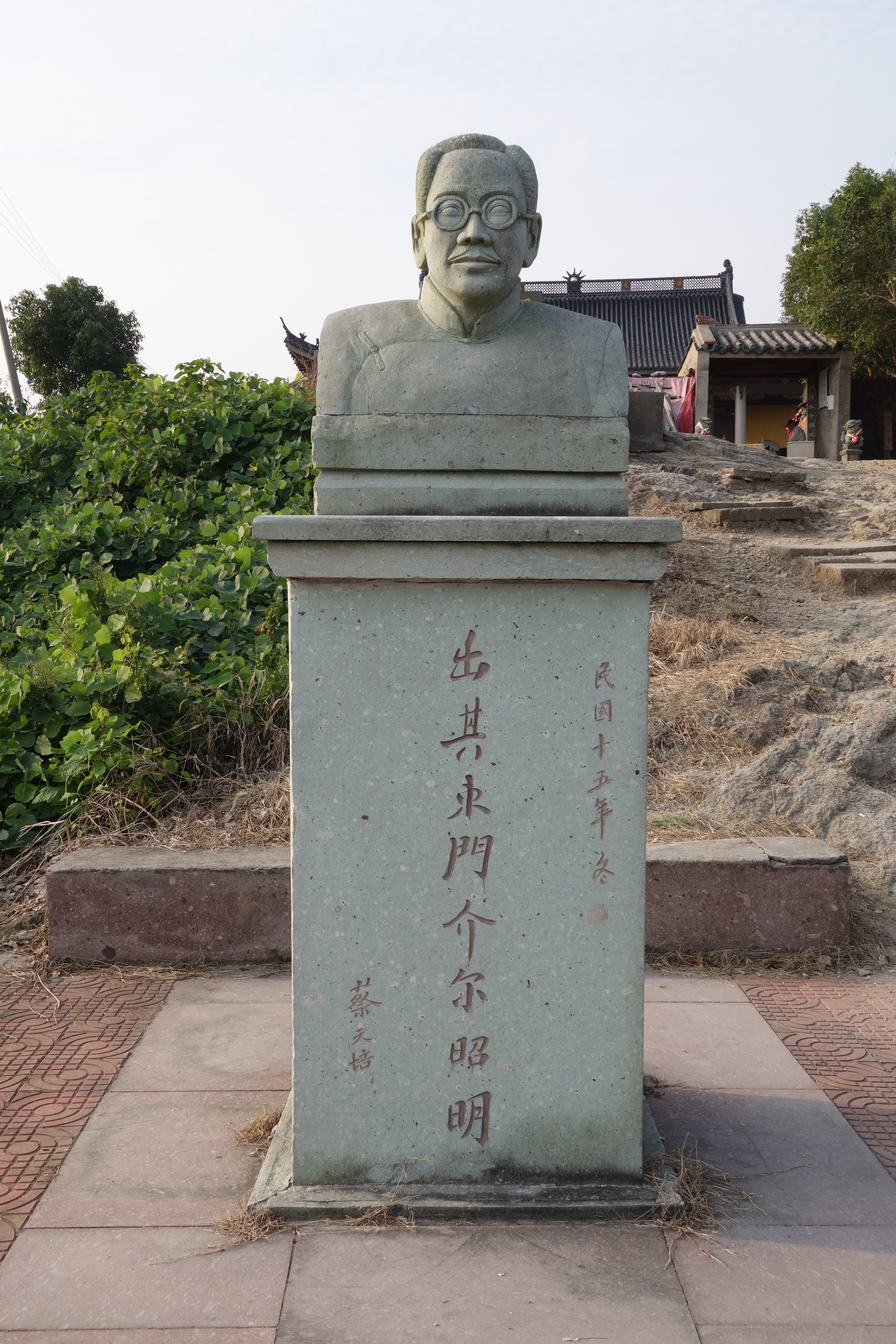
蔡元培像
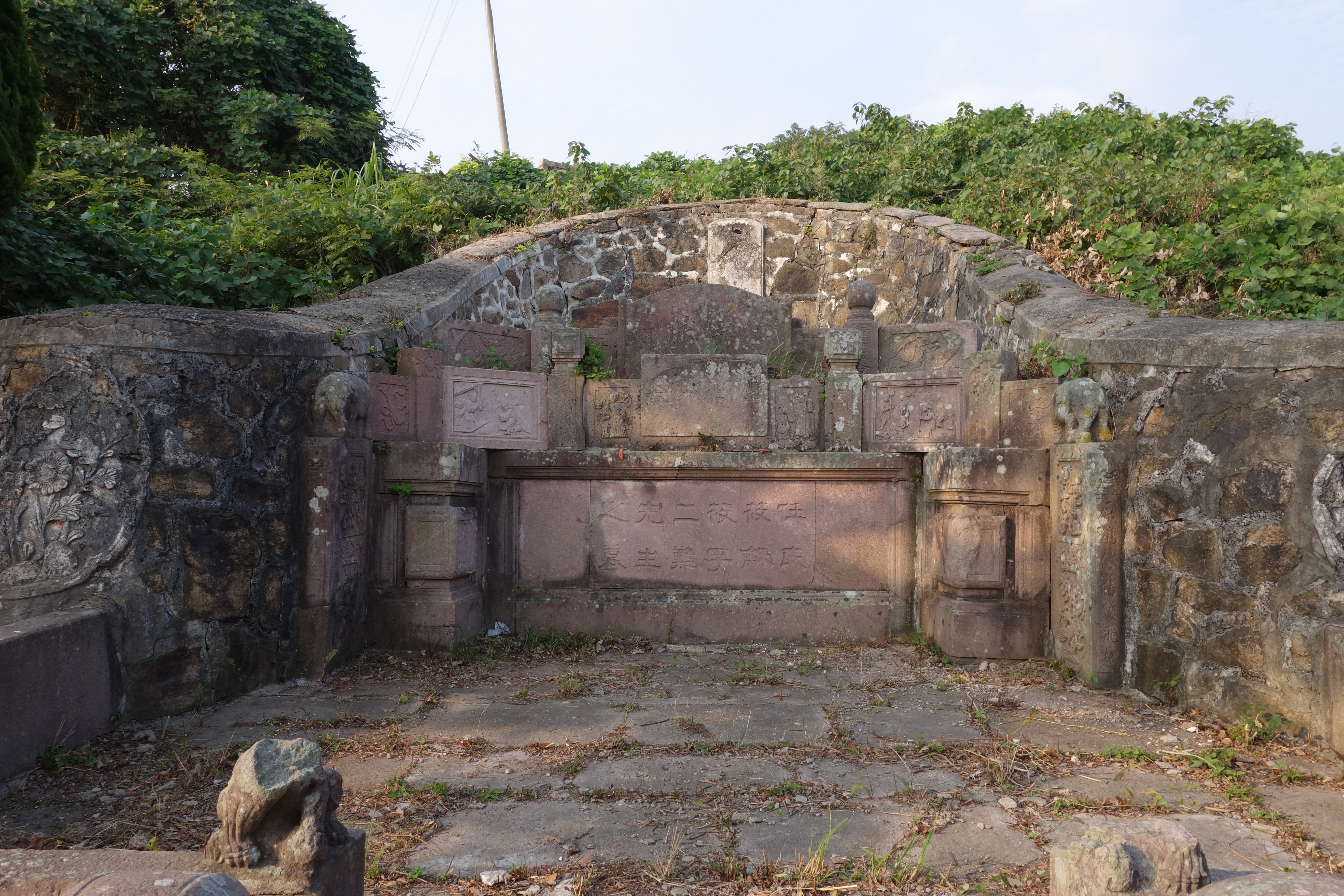
二难先生墓